# 諾夫哥羅德波德拉斯基
46°05′N 16°57′E / 46.083°N 16.950°E
诺夫哥罗德-波德拉斯基是克罗地亚科普里夫尼察-克里热夫齐县的一个市。根据2011年的人口普查，该地有2,872名居民，其中克罗地亚人在当地占人口比例为94.5%，在当地占多数地位。

## 历史
在19世纪末和20世纪初，诺夫哥罗德-波德拉斯基是克罗地亚-斯拉沃尼亚王国 比耶洛瓦尔-克里泽夫奇县的一部分。

## 宗教
塞尔维亚正教会拉撒路四天教堂于1758年在普拉夫希纳茨村建成。其圣像壁由黑山画家阿塔纳斯·博卡里奇绘制。其两幅圣像在萨格勒布的塞尔维亚东正教博物馆展出。由于其文化和建筑特点，该建筑被列为受保护的文化遗产。

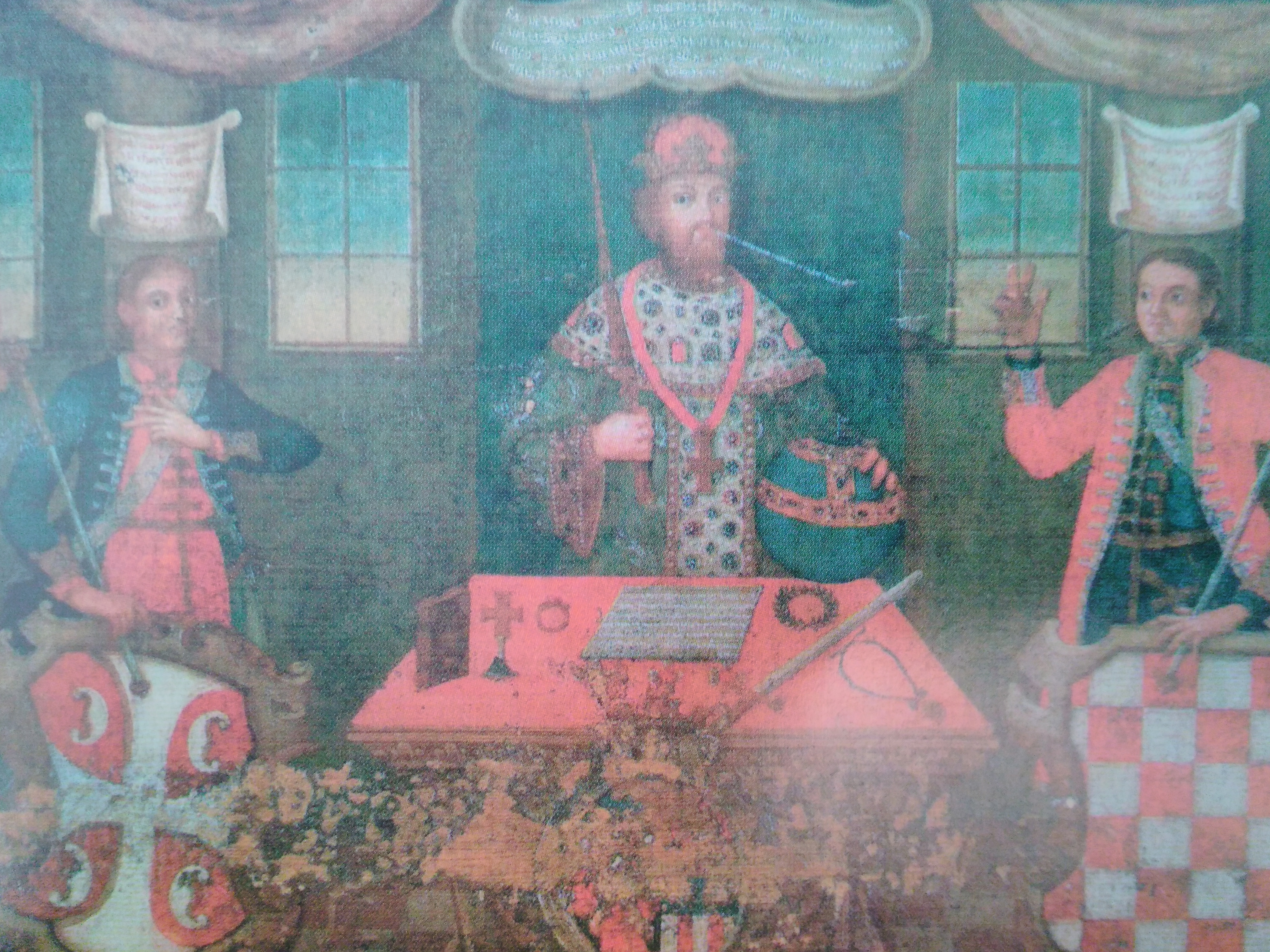
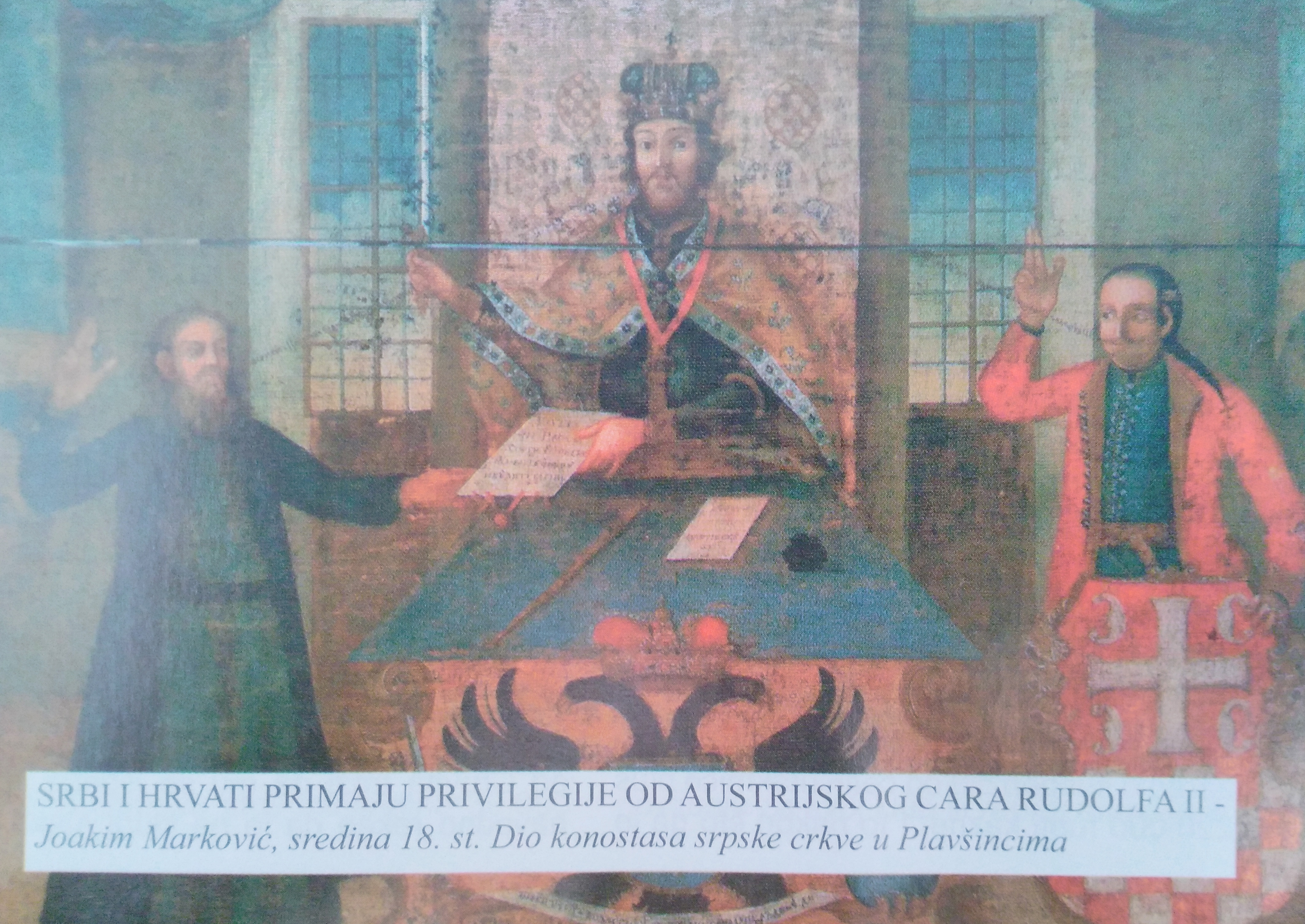